# Parafia Matki Bożej Królowej Polski w Lubieniu
Parafia Matki Bożej Królowej Polski w Lubieniu – parafia rzymskokatolicka, znajdująca się w archidiecezji częstochowskiej, w dekanacie Rozprza.